# Panajotis Jannakis
Panajotis Jannakis, řeckou abecedou Παναγιώτης Γιαννάκης, přepisováno také jako Panagiotis Giannakis nebo Panayotis Yannakis (* 1. ledna 1959 Athény) je bývalý řecký basketbalista. Byl zařazen na seznam padesáti největších osobností v historii Euroligy a roku 2021 byl uveden do Síně slávy Mezinárodní basketbalové federace. Je jediným, kdo dokázal vyhrát mistrovství Evropy v basketbale mužů jako hráč i jako trenér.
Začínal v klubu Ionikos Nikaias, v roce 1980 se stal nejlepším střelcem řecké ligy. V roce 1984 přestoupil do Arisu Soluň, se kterým získal sedm mistrovských titulů v řadě (1985, 1986, 1987, 1988, 1989, 1990, 1991) a v roce 1993 vyhrál Pohár vítězů pohárů v basketbalu mužů. Kariéru zakončil v dresu Panathinaikosu vítězstvím v Eurolize 1996.
Spolu s Nikosem Galisem byl klíčovým hráčem týmu, který na domácím mistrovství Evropy v basketbale mužů 1987 vybojoval překvapivý titul a o dva roky později přidal stříbrnou medaili. Také vyhrál Středomořské hry 1979, byl šestý na mistrovství světa v basketbalu mužů 1990, čtvrtý na mistrovství světa v basketbalu mužů 1994 a pátý na olympiádě 1996. Celkem odehrál v reprezentaci 351 zápasů a zaznamenal v nich rekordních 5301 bodů.
Od roku 1997 působí jako trenér. Řecký národní tým dovedl ke zlatu na mistrovství Evropy v basketbale mužů 2005 a stříbru na mistrovství světa v basketbale mužů 2006. Kromě toho vedl kluby Maroussi BC a Limoges CSP i čínskou reprezentaci.